# Chrysogorgia elegans
Chrysogorgia elegans är en korallart som först beskrevs av Addison Emery Verrill 1883.  Chrysogorgia elegans ingår i släktet Chrysogorgia och familjen Chrysogorgiidae. Inga underarter finns listade i Catalogue of Life.